# ریو کاتو
ریو کاتو (انگلیسی: Ryō Katō؛ زادهٔ ۱۳ فوریهٔ ۱۹۹۰) بازیگر اهل ژاپن است. وی از سال ۲۰۰۰ میلادی تاکنون مشغول فعالیت بوده‌است.